# Chiesa di Madonna in Prato
La chiesa di Madonna in Prato è un edificio religioso di Busto Arsizio, appartenente alla parrocchia di San Michele Arcangelo. È intitolata all'Immacolata Concezione e prende il nome di Madonna in Prato in quanto sorge dove un tempo si trovava il prato di Piscina, una delle quattro contrade del borgo di Busto Arsizio in epoca medievale.

## Storia e descrizione

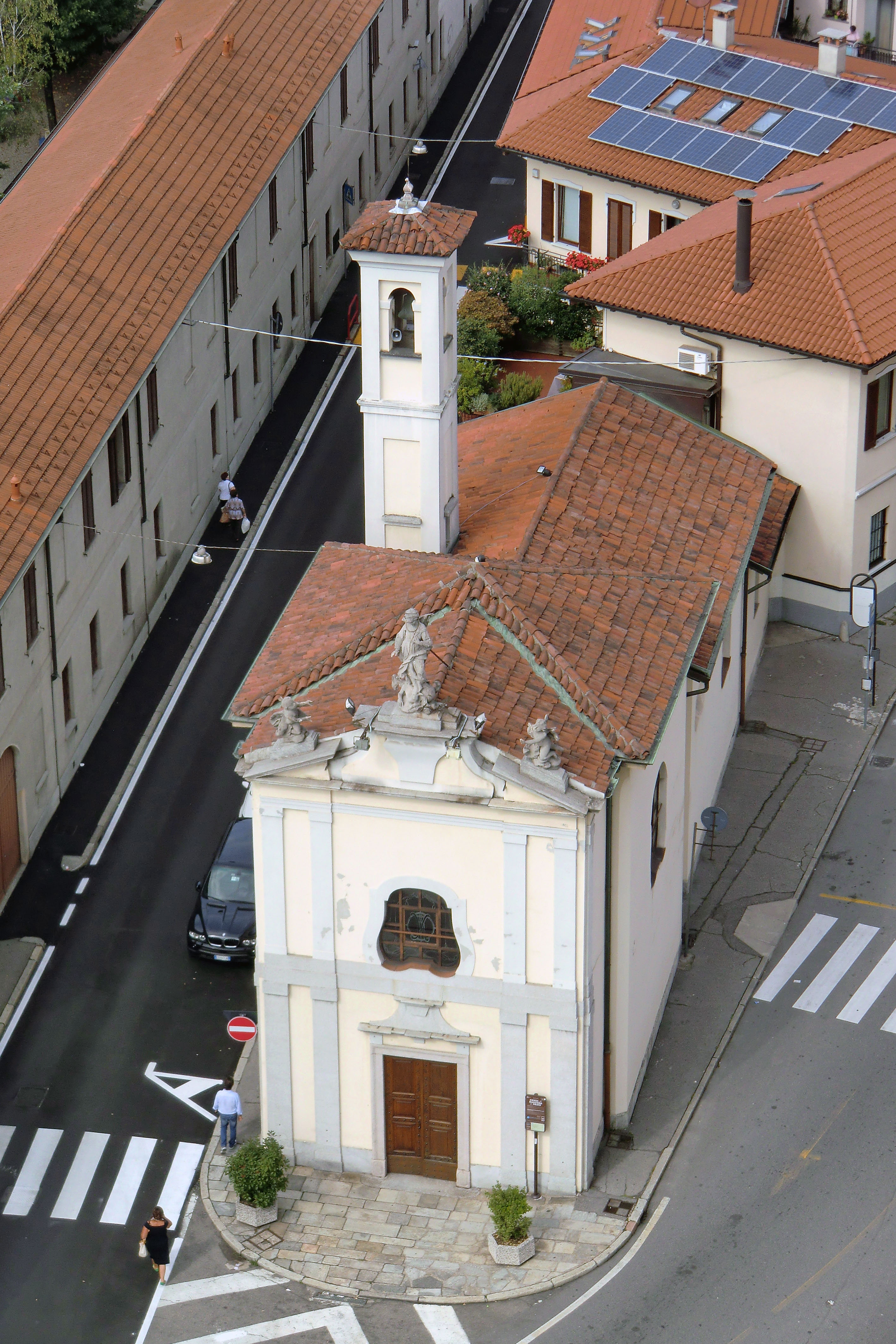
Vista panoramica della chiesa

La chiesa sorge all'intersezione di due strade che collegano Busto Arsizio, oggi come in passato, rispettivamente con Gallarate e Verghera. Un tempo queste due direttrici erano strade di campagna, che partivano dal prato esterno delle mura dell'antico borgo di Busto Arsizio. Su questa biforcazione sin dal XII secolo sorgeva un'edicola votiva con dipinta la scena della Madonna che allatta il Bambino.
L'edicola trecentesca presentava un piccolo portico aperto che subì diverse modificazioni, fino a quella della fine del XIV secolo: venne trasformato, per volere della famiglia Tosi, in chiesa. Ciò fu possibile grazie all'aggiunta, davanti alla cappella iniziale, di un'aula rettangolare coperta con capriate in legno e un soffitto piano. In questo modo la cappella assunse la funzione di presbiterio della nuova chiesa; una cancellata in ferro battuto con inserti in ottone separava il presbiterio e l'aula. Nel 1599 iniziò la celebrazione delle messe.
In un secondo momento, nel 1603, dopo la visita pastorale del cardinale Federico Borromeo, ai lati del presbiterio vennero eretti, a sinistra, il campanile e a destra la sagrestia (una nuova sagrestia, più ampia, verrà poi realizzata nei primi anni del XVI secolo dietro all'altare).

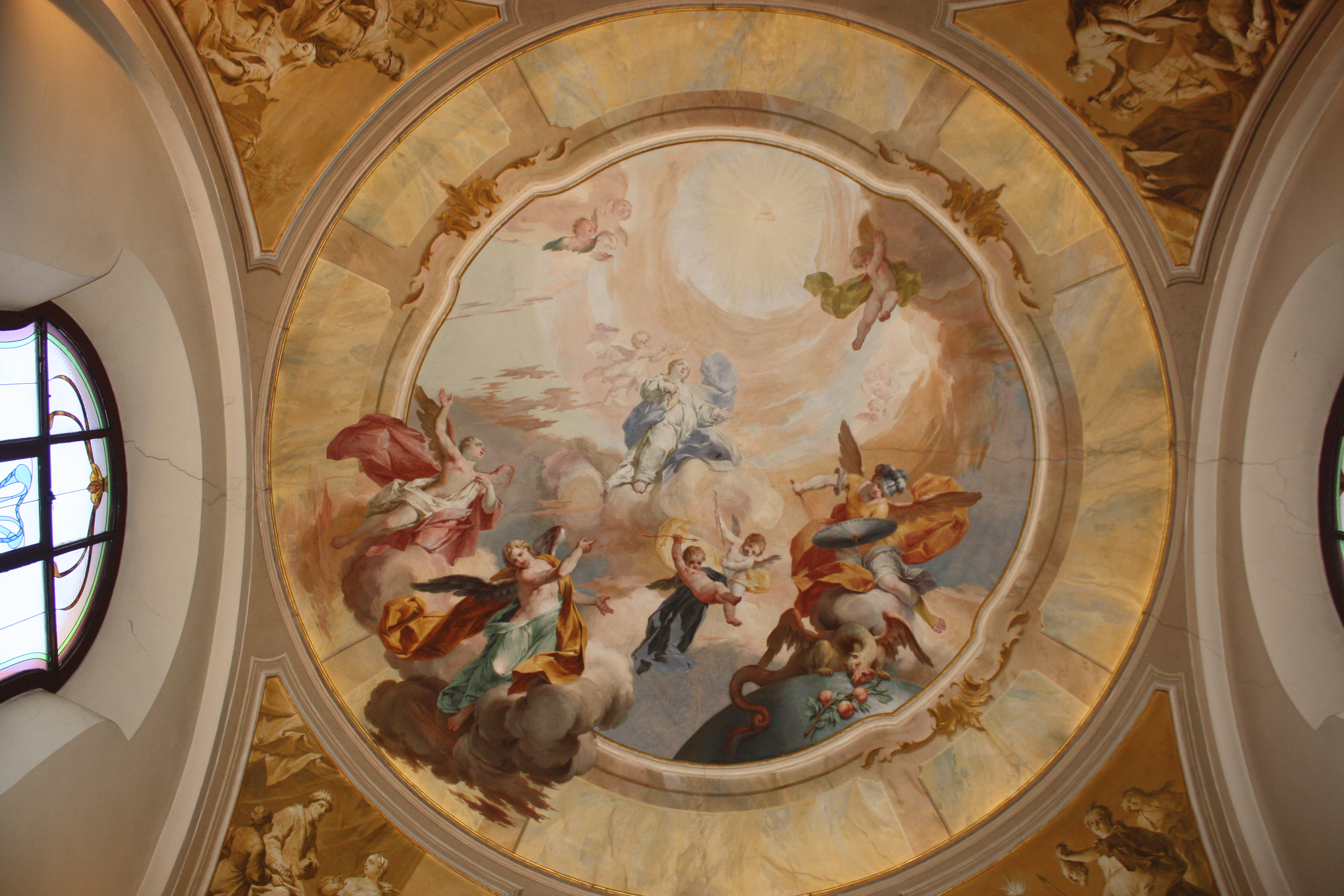
Affresco della volta dell'aula

Negli anni 1773-1774 Biagio Bellotti apportò importanti modifiche alla chiesa, trasformandola nell'edificio che è visibile oggi. Fece abbattere la parete di fondo così da trasformare la seconda sagrestia nel nuovo presbiterio, coperto con una volta a vela di pianta ovale. La cappella trecentesca venne trasferita più indietro e il Bellotti ridipinse l'affresco della Madonna col Bambino sopra a quello originale. Si edificarono una nuova sagrestia e un nuovo altare e, attraverso la demolizione delle pareti laterali, venne ampliata l'aula. La nuova copertura era (ed è ancora oggi) a volta a vela.
Biagio Bellotti decorò la volta principale con un affresco raffigurante La Gloria della Vergine con l'arcangelo Michele; i pennacchi riportano le figure dipinte di Ester e Assuero, Giuditta e Oloferne, Davide e Abigail, Giaele e Sisara. I dipinti della volta del nuovo presbiterio, anonimi, rappresentano angeli che seggono il sole e la luna.
I quattro pennacchi decorati da Biagio Bellotti:

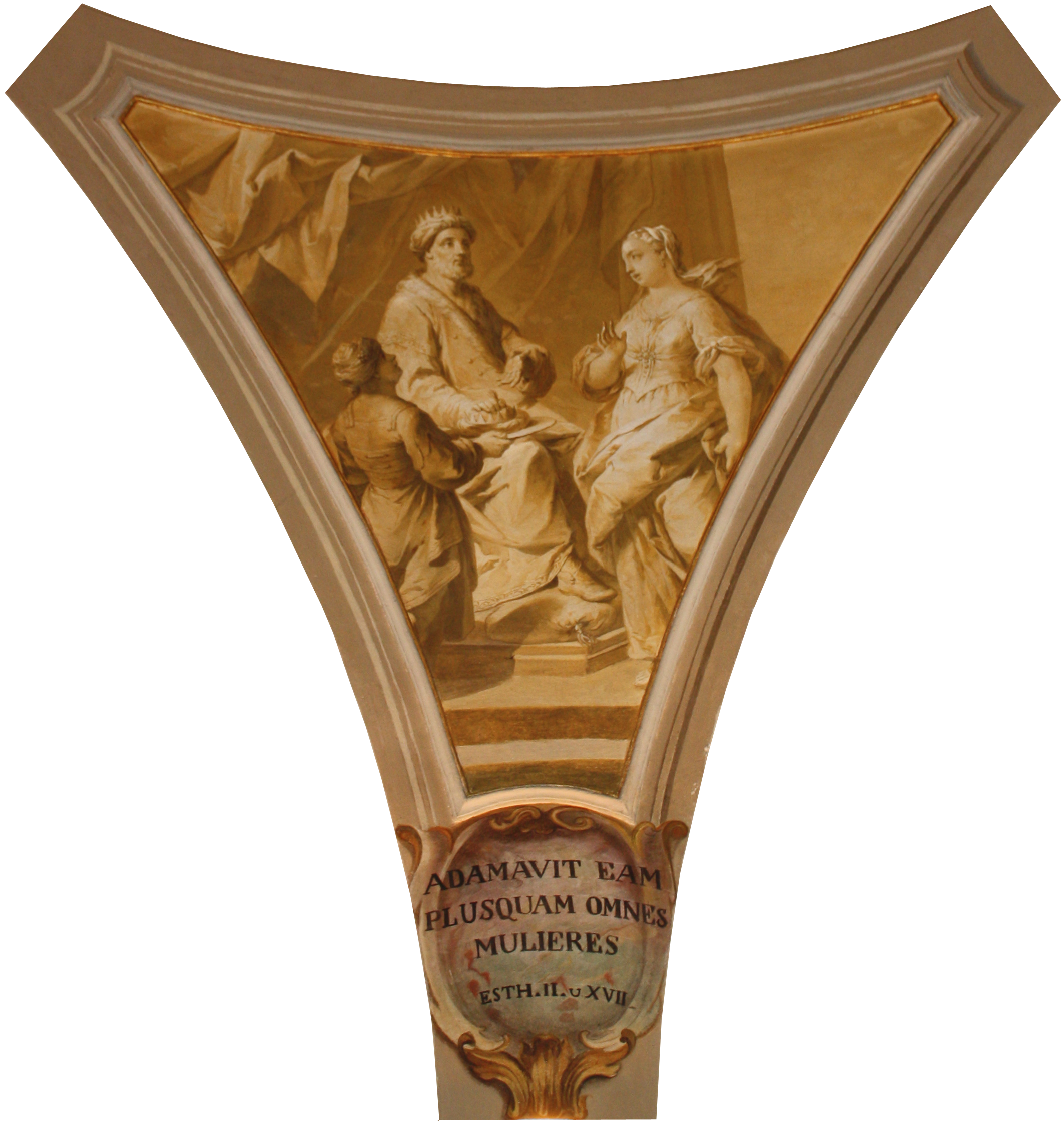
Ester e Assuero [2,17[1]]
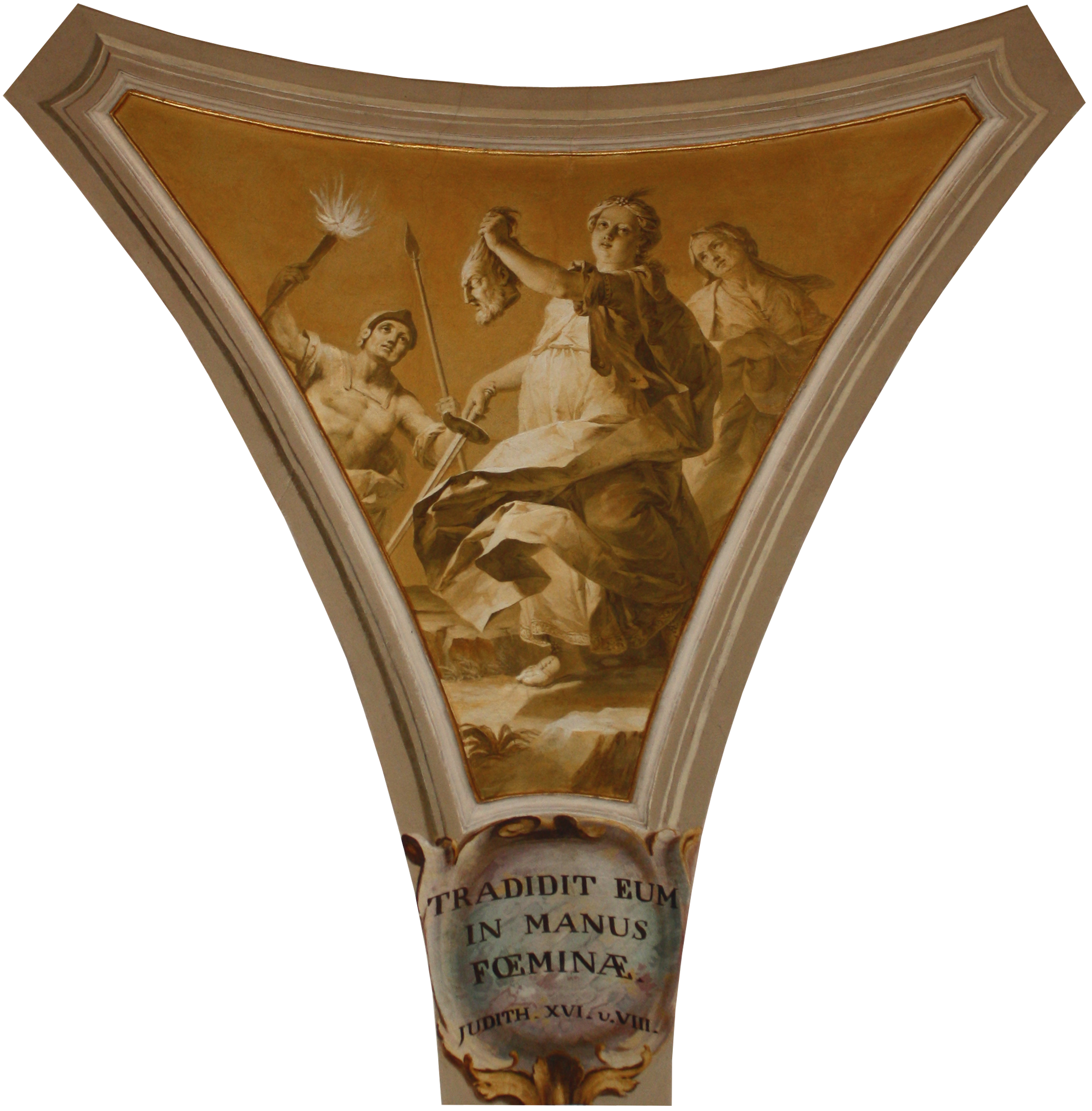
Giuditta e Oloferne [16,8[2]]
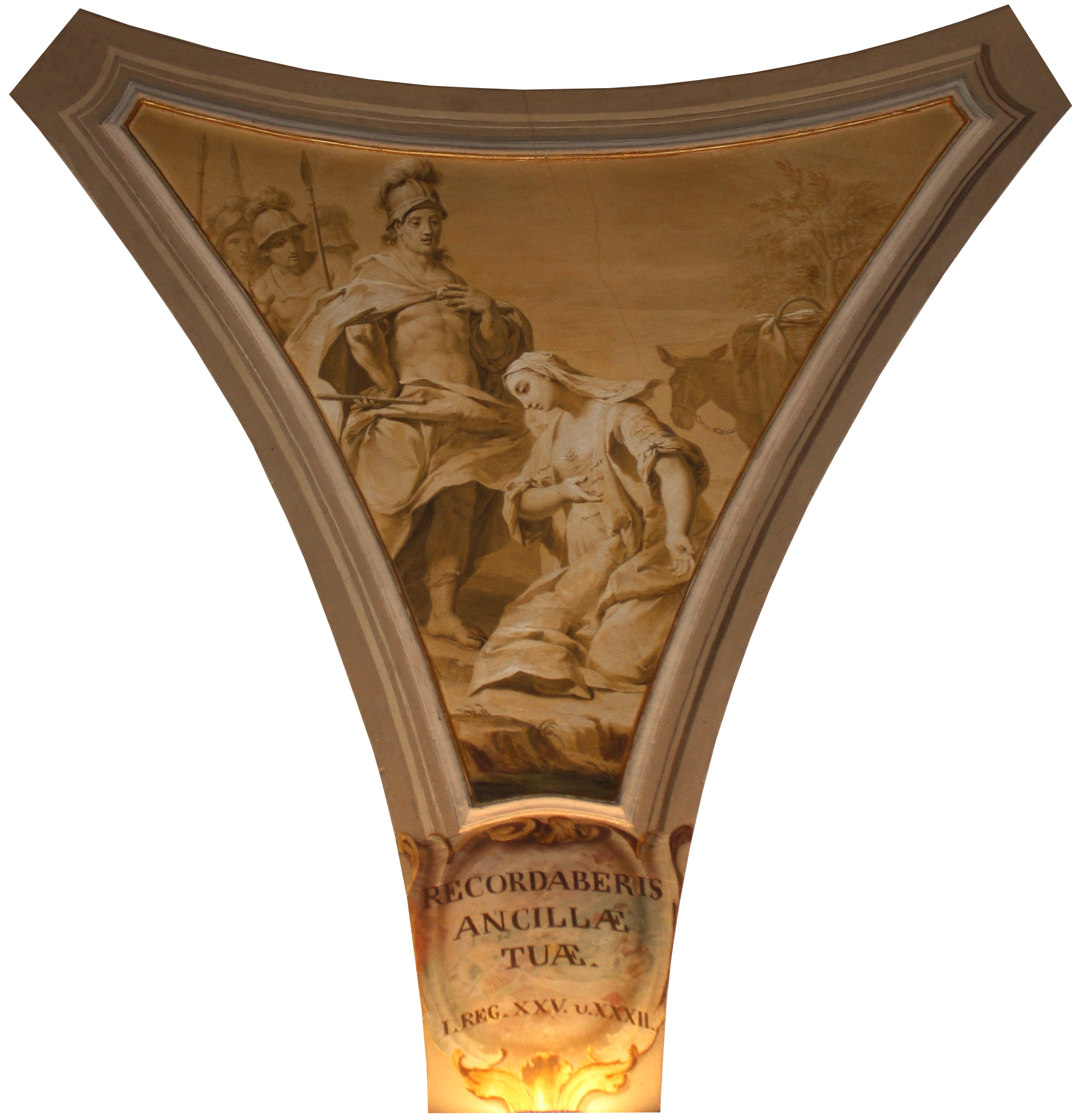
Davide e Abigail [25,23[3]]
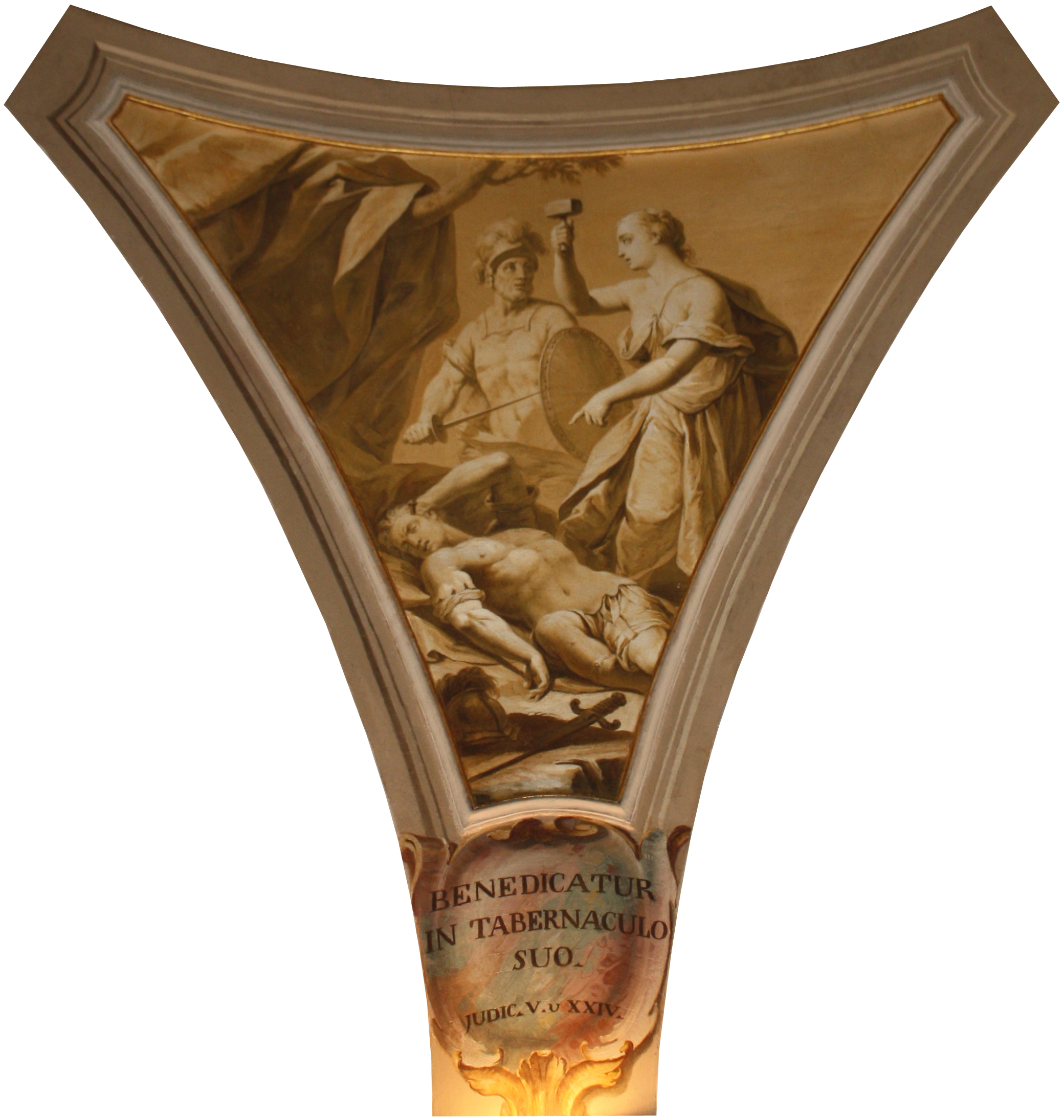
Giaele e Sisara [5,24[4]]

In facciata sono presenti quattro lesene che sporgono dalla facciata grazie a lievi risalti di intonaco. I capitelli di queste sono dei semplici rettangoli. Il coronamento della facciata è affidato ad un frontone spezzato che regge la statua dell'Immacolata e due state di angeli, tre opere di Biagio Bellotti.
In età napoleonica la chiesa venne adibita a magazzino; nel 1893 e nel 1921 subì due interventi di manutenzione. Nel 1976-1978 un ultimo intervento di restauro fu portato avanti da La Famiglia Bustocca in seguito alle segnalazioni di Giuseppe Magini (La Prealpina, 9 maggio 1975) e Giuseppe Pacciarotti relative allo stato di abbandono in cui verteva la chiesa. Durante questo restauro il dipinto bellottiano della Madonna col Bambino fu asportato, portando alla luce quello originario del XII secolo.

## Festa deicupeti
Ogni 8 dicembre, festa dell'Immacolata Concezione, è tradizione gustare i cosiddetti cupeti (coppette), un dolce di mandorle caramellate adagiate tra due cialde che i fidanzati portavano un tempo in dono alle promesse spose, come augurio di prosperità.